# Věchnov
Věchnov (en allemand : Nebstich) est une commune du district de Žďár nad Sázavou, dans la région de Vysočina, en République tchèque. Sa population s'élevait à 332 habitants en 2020.

## Géographie
Věchnov se trouve à 3 km au sud-sud-est du centre de Bystřice nad Pernštejnem, à 25,5 km à l'est-sud-est de Žďár nad Sázavou, à 51 km à l'est-nord-est de Jihlava à 148 km au sud-est de Prague.
La commune est limitée par Bystřice nad Pernštejnem au nord, par Štěpánov nad Svratkou et Ujčov à l'est, par Býšovec et Věžná au sud, et par Rožná à l'ouest.

## Histoire
La première mention écrite de la localité date de 1325.

## Transports
Par la route, Věchnov se trouve à 4 km de Bystřice nad Pernštejnem, à 30 km de Žďár nad Sázavou, à 63,5 km de Jihlava et à 187 km de Prague.